# Ante Tičić
Ante Tičić  (Povljana, 18. rujna 1944.), suvremeni hrvatski književnik, po vokaciji pjesnik. Živi i radi u Zadru.

## Životopis
Ante Tičić, suvremeni hrvatski književnik, pjesnik, leksikograf, monograf, urednik, književni kritičar, memoarist i publicist, rođen 18. rujna 1944. godine u Povljani na otoku Pagu, gdje završava osmogodišnje školovanje. Srednju poljoprivrednu školu polazio je u Kninu i Požegi, a Višu poljoprivrednu školu u Križevcima, nakon čega se aktivno posvećuje svom književnom stvaralaštvu. Književno je stvarao u svom gradu Zadru, gdje je cijeli radni vijek radio na Poljoprivrednom dobru Bokanjac. U organizaciji Matice hrvatske za Austriju u Beču je 9. listopada 1994. godine održao književnu tribinu Hrvatske katoličke misije u Crkvi na dvoru (Kirche am Hof), gdje je ostavio dubok dojam na posjetitelje i time dao obol promicanju hrvatske kulture izvan granice naše domovine. Također, na Bečkom Sveučilištu odsjeku slavistike predstavljene su mu tri zbirke: "Paški dragulji", - sonetni vijenac (1990.), "Nerazumni sustavi" - pjesme (1991.) i "U sjeni otisaka snenih" - pjesme (1993.). Dobitnik je mnogih književnih priznanja, diploma, nagrada i zahvalnica. Za svoj stvaralački rad i izniman doprinos hrvatskoj književnosti te pronošenje dobrog glasa rodne Povljane, dobio je Povelju o nagradi za životno djelo 23. travnja 2006. godine od Općine Povljana. Zastupljen je u mnogobrojnim antologijama posebice haiku poezije jer iz tog žanra do danas ima napisano 25 zbirki s preko 4500 haiku pjesama. 
Piše prozu, kratke priče, memoari, lirske pjesme, sonete, haiku, dječju poeziju, aforizame, pjesničku prozu, crtice, Dijalektalne pjesme na povljanskom govoru otoka Paga, književne osvrte (kolumna "Moj osvrt" - Donat - "Zadarski list" i u drugim raznim tiskovinama), te recenzije (kritike) i urednik je više knjigā proze i poezije. Tičiću je najdraži literarni oblik poezija, u kojoj se najbolje osjeća. Napisao je rodoslovno stablo Tičića iz  Povljane i himnu "Povljani" koja je uglazbljena, a pjeva je klapa "Povljana" kao i neke njegove druge pjesme koje pjeva i klapa "Pag", a nalaze se na zvučnim zapisima. Djela objavljuje u mnogim listovima, časopisima, zbornicima, knjigama, na radiju i televiziji. U časopisu "Zadarska smotra" objavljuje svoja djela i redovito sudjeluje na festivalu "Domaća rič" u Zadru, gde svojim umjetničkim prilozima u svjetlu predstavlja rodnu Povljanu.
Na trećem programu HRT-a u Zagrebu 1999. godine čitane su mu "pjesme i pisme" u polusatnoj emisiji "Poezija naglas"- (čitali su glumci Vanja Drach i Ante Rumora). U Znanstvenoj knjižnici Zadar 2018. godine izašao mu je audiovizualni CD knjige Daljinama istine, koju čitaju Gabrijela Meštrović Maštruko i Norma Miočić. Sudjelovao je na 11. Međunarodnim književnim susretima u Koljnofu (Mađarska) od 14. do 17. studenoga 2019. godine i obišao mnoga mjesta gradišćanskih Hrvata u Mađarskoj i Austriji: Koljnof, Nardu, Petrovo Selo, Undu, Filež, Zagersdorf, Bečko Novo Mjesto, Željezno, Šopron, Dolnju Pulju, Celindof, Veliki Borištof i Klimpuh. U mjestu Undi (Mađarska) 14. studenoga 2019. godine s grupom pjesnika imao je književnu večer, također i 15. studenoga u Velikom Borištofu. Isti dan u večernjim satima u Koljnofu bila je promocija njegove knjige kritikā i osvrtā Moja razmišljanja, Zadar, 2018. U Koljnofu, 16. studenog 2019. godine u Domu kulture pored ostalih prisutnih pjesnika i on je čitao svoje pjesme. Član je mnogih kulturnih društava: "Društva hrvatskih književnika" u Zagrebu, bio je od 1991. do 2018. godine aktivan član i jedan od dužnosnika u dva mandata, predsjednik Nadzornog odbora "Ogranka Matice hrvatske" u Zadru i dobio zahvalnicu, Bio je član "Napretka" podružnice Zadar, "Udruženja književnih i likovnih stvaralaca" Općine Odžaci u Vojvodini od 1990. godine, "Hrvatskog haiku društva" u Zagrebu, "Društva haiku pjesnika" u Rijeci, te član "Upravnog odbora DHK-a - Ogranka u Zadru" i član "Hrvatskog društva čitatelja - Ogranka u Zadru". Bio je aktivan član Samostalnog voda zadarskih umjetnika osnovanog 1991. godine. Pod pokroviteljstvom toga voda sudjelovao je na pjesničkim tribinama u Gradu Zadru. Također, od samog početka Domovinskog rata bio je i zapovjednik Drugog voda teritorijalne obrane u Mjesnoj zajednici Vidikovac u Zadru. Djela su mu prevođena na američko-engleski, njemački, francuski i talijanski jezik. Poznavatelj je glagoljice, a u želji za spoznajama uz ostalo štivo čita i proučava teoriju, povijest i esejistiku književnosti, ontologijsku literaturu, poeziju i filozofiju, teologiju i teozofiju kao i antropologiju te pročitao preko 7000 knjigā, što se vidi u njegovim bilješkama "pročitanih knjiga" gdje je redovito od 1989. godine zapisivao sve pročitane knjige koje je uglavnom posuđivao u Gradskoj knjižnici Zadar i Znanstvenoj knjižnici Zadar. Poput misli Johna Kierana zacijelo i Tičić svojim stvaralaštvom može slobodno za sebe kazati da je "dio svega što je pročitao". Od Gradske knjižnice Zadar dobio je nagradu 4. listopada 2006. godine kao najčitatelj Odjela za odrasle. Do danas je napisao 60 knjiga, od kojih mu je 38 objavljeno, u kojima je i 7 zasebnih knjigā o njegovoj rodnoj Povljani te sonetni vijenac Paški dragulji, svojevrsna himna o otoku Pagu.
Živi i stvara u Zadru.

## Objavljena djela
1. Neka svanu milovanja, pjesme, nezavisno izdanje, Zadar, 1988.
2. Sjaj u tišini, haiku, nezavisno izdanje, Zadar, 1989.
3. Paški dragulji, sonetni vijenac, Književni centar Zadar, Zadar,1990.
4. Prah svjetlosti, haiku, Udruga književnika i likovnih stvaraoca Odžaci, Odžaci, 1990. (Vojvodina) Srbija
5. Nerazumni sustavi, pjesme, Književni centar Zadar, Zadar,1991.
6. Sjene i oluja, aforizmi i pjesnička proza, nezavisno izdanje, Zadar, 1991.
7. Sunce nad morem, haiku, Književno društvo "Razvigor" Požega, 1991. Srbija
8. U sjeni otisaka snenih, pjesme i haiku, nezavisno izdanje, Zadar, 1993.
9. Tajne darovatelja, pjesnička proza i aforizmi, HKD - "Napredak", podružnica Zadar, Zadar, 1995.
10. Kamene blazine, pjesme, Matica Zadrana Zadar, Zadar, 1998.
11. Obrisi sna, misli i aforizmi, Esdea d.o.o. Oroslavje, Zagreb, 2002.
12. Ništa više kaj prije ni, pjesme, Gradska knjižnica Zadar, Zadar, 2003.
13. Rječnik govora mjesta Povljane, MH Zadar, Zadar, 2004.
14. Ljepote nejasnosti, pjesme, Gradska knjižnica Zadar, Zadar, 2005.
15. Vrime što je priletilo, pjesme, Gradska knjižnica Zadar, Zadar, 2008.
16. Povljana - monografija, MH Zadar, Zadar, 2009.
17. Zbornik starih pučkih povljanskih napjeva, Gradska knjižnica Zadar, Zadar, 2011.
18. Sam u polju, haiku, Gradska knjižnica Zadar, Zadar, 2012.
19. Razbibrige, dječje pjesme, Gradska knjižnica Zadar, Zadar, 2012.
20. Na izvorištu, haiku, Gradska knjižnica Zadar, Zadar, 2013.
21. Nade beskonačne, sonetni vijenac, Gradska knjižnica Zadar, Zadar, 2015.
22. Povljana - monografija 2. dopunjeno izdanje, Znanstvena knjižnica Zadar, Zadar, 2015.
23. Uzavrele praznine, pjesme, Gradska knjižnica Zadar, Zadar, 2015.
24. Miris nebeski, haiku, Znanstvena knjižnica Zadar, Zadar, 2016.
25. Zvuk tišine, haiku, Znanstvena knjižnica Zadar, Zadar, 2016.
26. Daljinama istine, pjesme, Udruga 3000 godina Za dar, Zadar, Društvo hrvatskih književnika,Ogranak Zadar, Zadar, 2017.
27. Uzlet, pjesnička proza, crtice i aforizmi, Udruga 3000 godina Za dar, Zadar, Društvo hrvatskih književnika, Ogranak Zadar, Zadar, 2017.
28. Moja razmišljanja, književne kritike i osvrti, Znanstvena knjižnica Zadar, Zadar, 2018.
29. Audiovizualni CD knjige Daljinama istine, pjesme, Znanstvena knjižnica Zadar, Zadar, 2018.
30. Buđenje, haiku, Znanstvena knjižnica Zadar, Zadar, 2019.
31. Doticaj dana, haiku, Znanstvena knjižnica Zadar, Zadar, 2019.
32. U ogledalu prošlosti, memoari i kratke priče, Znanstvena knjižnica Zadar, Zadar, 2020.
33. Rapsodija prirode, pjesme, pisme i haiku, Znanstvena knjižnica Zadar, Zadar, 2021.
34. Probuđene ljudskosti, zbirka sakupljenih misli, Znanstvena knjižnica Zadar, Zadar, 2021.
35. Povljana - monografija 3. dopunjeno izdanje, Znanstvena knjižnica Zadar, Zadar, 2021.
36. U snu pjesničkog tkanja, književne kritike i osvrti o mojim djelima, Znanstvena knjižnica Zadar, Zadar, 2023.
37. Hrvatska katarza (1991. - 1995.) - sabrane pjesme iz Domovinskog rata, Znanstvena knjižnica Zadar,  Zadar, 2023.
38. U labirintu vječnosti - pjesme, haiku i waka, Znanstvena knjižnica Zadar, Zadar, 2024.

## Skupne knjige i antologije
1. Grana koja maše,  pregled  haiku  pjesništva u Jugoslaviji, priredio Milijan Despotović, 1991. Požega, Srbija
2. Haiku iz rata, antologija, priredio Marijan Čekolj, Samobor, 1995.
3. Antologija hrvatskog haiku pjesništva, priredio Vladimir Devidé, Zagreb, 1996.
4. Hvatanje sjenke vjetra,  trojezična antologija haiku-/senryu pjesništva  u Županiji Primorsko-goranskoj, Županiji Istarskoj i Županiji Ličko-senjskoj; na hrvatskome, talijanskome i američkom engleskom jeziku, priredio Mile Stamenković i Jadran Zalokar, Rijeka, 1999.
5. Pobratimstvo lica u nemiru (pjesnici Tinu Ujeviću), priredio Mladen Vuković, Split, 2000.
6. Haiku u Dalmaciji (izbor – eseji), priredio Zlatko I. Juras, Podstrana, 2001.
7. Duga nad maslinama (panorama suvremenoga  čakavskog pjesništva zadarskog kraja), priredio Miljenko Mandžo, Zadar, 2001.
8. Najljepše misli o ljubavi, priredio Miroslav Vukmanić, Zagreb, 2004.
9. Erato `04, zbirka pjesama, Međunarodni institut za književnost, Zagreb, 2004.
10. Vrabac, haiku časopis, antologija hrvatske haiku poezije 1990. - 2005. priredio Marijan Čekolj, Samobor, 2005.
11. Kroz moje oko, priredio Marko Vasilj, Lukavec, 2005.
12. Sonetima sam srce dao, Petar Bodulić, Zadar, 2008.
13. Grana koja njiše zrele plodove, antologija ludbreških haiku - zbornika 1998. - 2007. Ludbreg, 2008.
14. Vrabac, haiku časopis, antologija haiku poezije 1992. - 2007. priredio Marijan Čekolj, Samobor, 2009.
15. Književni osvrti, Bruno Zorić, Zadar, 2010.
16. Antologija hrvatskog haiku pjesništva Nepokošeno nebo, Đurđa Vukelić-Rožić, 1996. - 2007. Udruga "Tri rijeke" HPOI, Ivanić-Grad, 2012.
17. Magare gre u raj, izbor priča, poslovica, aforizama i pjesama o tovaru, Mladen Vuković, Split, 2013.
18. More mora (hrvatski pjesnici o moru), sastavila Ana Horvat, Zagreb, 2014.
19. Ljetopis kulturnih događaja u Zadru 1986. - 1996., Radomir Jurić, Zadar, 2014.
20. Srednja škola Bartula Kašića Pag 2006. - 2016., Pag, 2016.
21. Tradicija pjevanja otoka Paga, Novalja, 2016.
22. Antologija hrvatskog haiku pjesništva Nepokošeno nebo, Đurđa Vukelić-Rožić, 2008. - 2018. Udruga "Tri rijeke" HPOI, Ivanić-Grad, 2018.
23. Moderato dolcissimo, pjesničke posvete Antunu Gustavu Matošu, Plavna - Tovarnik - Osijek - Zagreb, 2020.

## Suradnja u zbornicima, časopisima i tjednicima
1. Domaća rič, zbornik, bijenalna manifestacija od br. 1, Matica Hrvatska Zadar, 1994. do br. 16, Matica Hrvatska Zadar, 2023. (...)
2. Marulić, časopis za književnost i kulturu, Zagreb
3. Vrabac, časopis za haiku poeziju, Samobor
4. Paun, časopis za haiku poeziju, Požega, Srbija
5. Haiku, časopis za haiku poeziju, Zagreb
6. Haiku zbornik, Ludbreg
7. Haiku zbornik, Samoborski susreti, Samobor
8. Kloštarski haiku susreti, zbornik, Kloštar Ivanić
9. Haiku festival, zbornik, Odžaci, (Vojvodina) Srbija
10. Haiku kalendar, Ludbreg
11. Haiku zbornik, Obrovac
12. Galeb, časopis za haiku poeziju, Rijeka
13. E-zbornik, Hiku kraj mogile, Oroslavje
14. Hrvatsko slovo, Zagreb
15. Čakavska rič, Split
16. Republika, časopis za književnost, umjetnost i društvo, Zagreb
17. Dubrovnik, časopis za književnost i kulturu, Dubrovnik
18. Književna revija, časopis za književnost i kulturu, Osijek
19. Zadarska smotra, Zadar
20. Vijenac, Zagreb
21. Sušačka revija, Rijeka
22. Osvit, časopis za književnost i kulturu, Mostar, BIH
23. Kvaka, časopis za književnost, internet
24. Književna Rijeka, Rijeka
25. Zadarski tjednik, Zadar
26. Hrvatski domobran, Zagreb
27. Vjesnik Zadarske nadbiskupije, Zadar

## Neobjavljena djela
1. Modifikacija samosvijesti- zbirka sakupljenih misli
2. Sadašnjost trena - haiku
3. Blagodati neba - haiku
4. Vjetar s mora - haiku
5. U Svjetlu dana - haiku
6. Svjesnost življenja - haiku
7. Jutro na livadi - haiku
8. Jesen u parku - haiku
9. U razmišljanju - haiku
10. Radosti dana - haiku
11. Bura s planine - haiku
12. Nad otočnim poljem - haiku
13. Proljetna cvatnja - haiku
14. Rosni poljupci - haiku
15. Živi smo zauvijek - zbirka sakupljenih misli
16. Stravstveni umjetnik oslobođen nepotrebnih ljudskih efermenosti - 14 osvrta o Tomislavu Marijanu Bilosniću
17. Osebujnost bivstvovanja - književne kritike i osvrti
18. Sabrana djela I.
19. Sabrana djela II.
20. Sabrana djela III.
21. Sabrana djela IV.
22. Sabrana djela V.

## Citati
- Pošto volim prirodu odlučio sam se pisati haiku.
- Haiku je zenski doživljaj događaja u prirodi koji je neizvještačen, neposredan i imanentan.
- Ja ne znam kako pišem pjesme, one se meni jednostavno dogode, isto kao kad s neba na zemlju pada kiša.

## Vanjske poveznice
- S.S.: Ante Sikirić dobiva nasljednike bibinjske beside, 057info, 23. srpnja 2016.
- Ante Tičić gost "Večeri u knjižari" u Zadru, IKA N - 185349/12. IKA. 7. prosinca 2016. Pristupljeno 7. prosinca 2016.